# STANAG 4609

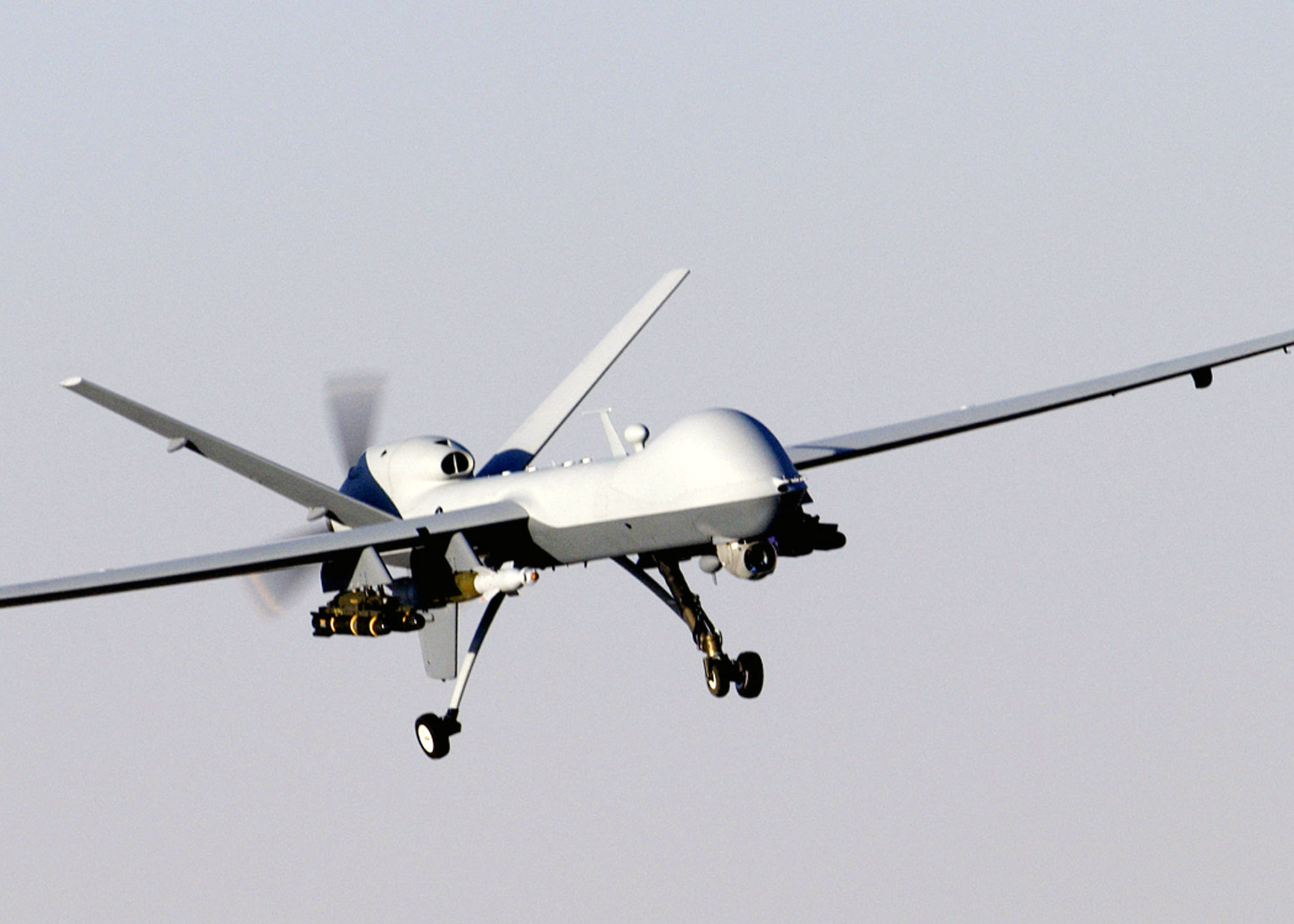
БПЛА General Atomics MQ-9 Reaper

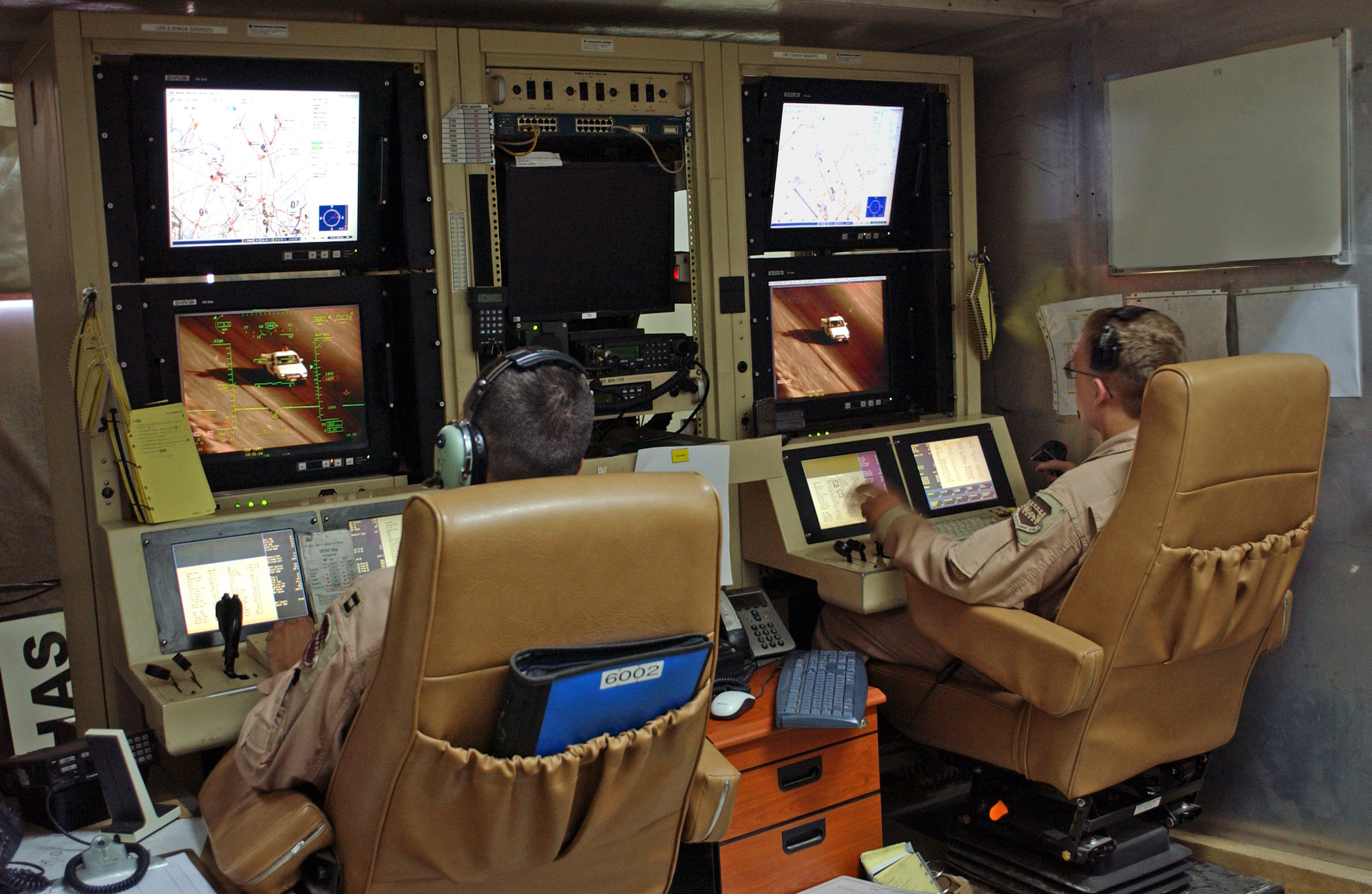
Пункт управління БПЛА General Atomics MQ-1 Predator, Ірак, 20 квітня 2005

STANAG 4609 — угода зі стандартизації НАТО (STANAG) щодо сумісності методів поширення цифрових рухомих зображень (англ. NATO digital motion imagery standard), у тому числі сформованих на борту БПЛА.

## Редакції стандарту
Перші три редакції STANAG 4609 вводили в дію настанову AEDP-8, в якій було регламентовано питання обміну цифровими мультимедійними зображеннями (телевізійними, радіолокаційними тощо).
Чинною є четверта редакція стандарту, яка була опублікована 16 грудня 2016 року й замість скасованої настанови AEDP-8 спирається на відкритий стандарт США MISP-2015.1 (U.S. Motion Imagery Standards Board (MISB) – Motion Imagery Standards Profile-2015.1). Стандарт MISP періодично оновлюється, зокрема у 2019 року була прийнята його скоригована версія MISP-2019.1. Особливістю MISP-2019.1 є регламентація формування складених відеозображень надвисокої чіткості за допомогою кількох відеокамер меншого розрізнення (8K UHDTV=2×2 4K UHDTV і  т.п.).